# Grandes Lagos Tectónicos de Exaltación
El Área Natural de Manejo Integrado de los Grandes Lagos Tectónicos de Exaltación es una de las 4 áreas protegidas municipales del departamento de Beni, ubicado en el municipio Exaltación de la provincia Santa Ana de Yacuma, al centronorte de Bolivia, su extensión abarca 824.272,2599 hectáreas, que incluyen los lagos naturales más extensos de la cuenca amazónica.

## Categoría de manejo
Declarada como Área Natural de Manejo Integrado (ANMI) bajo la Ley Municipal N° 001/2015, del 20 de noviembre de 2015.

## Objetivo de creación
El área busca conservar las ecorregiones singulares y únicas de las sabanas del Beni y el cerrado Beniano con el fin de preservar la diversidad biológica, el patrimonio de las culturas hidráulicas precolombinas, desarrollando modelos de producción agrícola y ganadero que sean amigables con la conservación de especies silvestres y las dinámicas ecológicas de los complejos ecosistemas que el área contiene.

## Fauna y flora relevante
De acuerdo a la ecorregión a la que se encuentra y a la altura de 138 a 161 m s. n. m. las especies representativas del área son: en fauna: Bufeo o delfín de río (Inia boliviensis), Sicurí o anaconda (Eunectes beniensis), Londra (Pteronura brasiliensis), Ciervo de los pantanos (Blastocerus dichotomus), Borochi (Chrysocyon brachyurus), Tataruga (Podocnemis expansa), Águila arpía (Harpía harpyja) y Paraba barba azul (Ara glaucogularis), unos de los guacamayos más amenazados; en flora: Tarope y la Eichhornia spp.